# Laroque-d’Olmes
Laroque-d’Olmes – miejscowość i gmina we Francji, w regionie Oksytania, w departamencie Ariège.
Według danych na rok 1990 gminę zamieszkiwało 3106 osób, a gęstość zaludnienia wynosiła 216 osób/km² (wśród 3020 gmin regionu Midi-Pireneje Laroque-d’Olmes plasuje się na 110. miejscu pod względem liczby ludności, natomiast pod względem powierzchni na miejscu 800.).